# Evan Dimas
Evan Dimas Darmono (ur. 13 marca 1995 w Surabaji) – indonezyjski piłkarz grający na pozycji pomocnika w klubie Arema FC oraz reprezentacji Indonezji.

## Kariera
Pierwszym klubem w seniorskiej karierze Evana Dimasa była Bhayangkara. W 2017 zdobył z drużyną Indonesia Super League. W 2018 reprezentował barwy malezyjskiego Selangor FC. W 2019 przeniósł się do PS Barito Putera. Następnie grał w klubie Persija Dżakarta, po czym powrócił do Bhayangkary. Od 2022 jest zawodnikiem Arema FC. Z drużyną wygrał Indonesia President's Cup.
Zanim Dimas zaczął grać w dorosłej drużynie narodowej, występował w kadrach U-16, U-19 i U-23. W seniorskiej reprezentacji Indonezji zadebiutował 11 listopada 2014 w starciu z Timorem Wschodnim. W tym samym meczu zdobył pierwszą bramkę dla kadry. W 2016 i 2020 roku zdobył z drużyną srebrny medal Mistrzostw ASEAN.